# Кентербері Юнайтед
Футбольний клуб «Кентербері Юнайтед Дрегонс» або просто «Кентербері Юнайтед» (англ. Canterbury United Dragons Football Club) — напівпрофесійний новозеландський футбольний клуб міста Крайстчерч, який виступає в прем'єр-лізі АСБ.

## Історія

### Рання історія

Логотип клубу в 2004 — 2007 роках

Клуб було створено в 2002 році як об'єднання декількох клубів з міста Крайстчерч для того, щоб створити сильну команду для участі в Новозеландській лізі Сокеру 2002 року. В 2004 році цей регіон було включено до списку з 8-ми регіонів, які матимуть свого представника в новоствореному АСБ Прем'єршипі. У своєму дебютному сезоні 2004/05 років посів 4-те місце в регулярному чемпіонаті і не змогли кваліфікуватися для участі в плей-оф, відставши на 4 очки від 3-ї команди, ФК «Вайкату». У сезоні 2005/06 років клуб посів 3-тє місце в плей-оф і вийшов до фіналу, програвши в серії післяматчевих пенальті Окленд Сіті. В наступному сезоні Кентербері Юнайтед посів 4-те місце та пропустив участь в серії плей-оф.

### Перейменування та реєстрація
У 2007 році було прийнято рішення про зміну клубного логотипу та змінено назву на ФК «Кентербері Юнайтед». Але непогані перспективи затьмарили невдалі результати двох останніх сезонів (2007/08 та 2008/09 років). Кентербері посів останнє місце, набравши лише 20 очок в 35 матчах. Положення клубу викликало занепокоєння та з'явилася загроза втратити місце в турнірі через невдалі результати, однак, клуб посів друге місце в сезоні 2009/10 років і загроза втратити місце в АСБ Прем'єршипі зникла. У сезоні 2010/11 років клуб фінішував на 4-му місці за підсумками регулярного сезону і 3-тє в серії плей-оф.

### Успіхи та невдачі
Регулярну частину сезону клуб завершив на другому місці, у півфінальних матчах плей-оф АСБ Прем'єр-лізі сезону 2011-12 років проти Уайтакере Юнайтед виграв перший матч з рахунком 1:0, але зазнав поразки у матчі-відповіді 2:5 і втратили шанс здобути чемпіонство Нової Зеландії, а також вперше в своїй історії кваліфікуватися для участі в Лізі чемпіонів ОФК.
В сезоні 2012/13 років клуб також взяв участь в плей-оф, але у півфіналі поступився Окленд Сіті. У сезоні 2013/14 років клуб втратив можливість пробитися до плей-оф після поразки від Уайтакере Юнайтед в останньому матчі регулярної частини сезону. У сезоні 2014/15 років він посів друге місце після того, як у фінальному матчі зазнав поразки.

## Досягнення
- АСБ Фенікс Челендж
  -  Переможець (1): 2012

## Деякі статистичні дані
- Загальна кількість проведених сезонів у АСБ Прем'єршипі: 12
- Найкращий результат за підсумками регулярної частини сезону: 2-ге місце (2011-12)
- Найгірший результат за підсумками регулярної частини сезону: 8-ме місце (2007-08, 2008-09 і 2014-15)
- Найкращий результат за підсумками плей-оф: Фіналіст (2005-06 і 2009-10)
- Найбільша перемога в національному чемпіонаті:
  - 9:1 (над Янг Харт Манавату) (2011-12)
- Найбільша поразка в національному чемпіонаті:
  - 1:9 (від Уайтакере Юнайтед) (2007-08)

## Стадіон
«Кентербері Юнайтед» проводить свої домашні поєдинки на 8000-тисячному поліфункціональному стадіоні «АСБ Футбол Парк» в місті Крайстчерч. До 2011 року команда проводила домашні матчі на стадіоні «Інгліш Парк».

## Відомі гравці
| - Джеймс Беннатін (2005—2006) - Енді Беррон (2004, 2005—2006) - Джеремі Брокі (2004—2005, 2006) - Глен Коллінс (2006—2007) - Грег Дрейпер (2005—2006) |  | - Анрі Фа'арадо (2006) - Брент Фішер (2006—2007) - Джефф Флемінг (2004—2005) - Бен Зігмунд (2005—2006) - Батрам Сурі (2006) |

## Відомі тренери
- Денні Хелліген (1 липня 2006 — 4 лютого 2008)
- Коруш Монсеф (5 лютого 2008 — 30 червня 2009)
- Кейт Брейзвейт (1 липня 2009 — 1 грудня 2014)
- Шон Девіні (1 грудня 2014 — травень 2015)
- Віллі Гердсен (20 травня 2015 — )